# Hôtel Veillet-Dufrêche
Pour les articles homonymes, voir Veillet.
L’hôtel Veillet-Dufrêche est un hôtel particulier situé à Moncontour, dans le département des Côtes-d'Armor.

## Histoire
L'hôtel est construit pour Jean-Baptiste Veillet-Dufrêche qui dirigeait un important comptoir de ventes de toiles.
Ses façades et toitures font l’objet d’une inscription au titre des monuments historiques depuis le 29 avril 1969.